# 0am
0am（ゼロエーエム）は、日本の音楽プロジェクト。
メンバーはMAKIADACHI（マキアダチ）とCOMiNUM。
到達点であり新しい始まりである深夜0時ーそのような音楽を作り続けたいというコンセプトの音楽プロジェクト。
作詞／作曲／トラックメイク／MIX／アートワーク／映像制作を全てをセルフプロデュースしている。

## 略歴
2021年10月1日に始動。
各サブスクリプションサイトではプレイリストに続々リストインし、さらにTikTokではトラックメーカーとしての本領発揮し、オリジナルのみならずカバー動画も話題に。さらにTBSラジオとTikTokがコラボした『TikTok Presents 大久保佳代子とトレンド遊び』内、TikTokでバズる曲を作るプロジェクトでは音楽を担当。0am feat. ゆづっこ「毒きのこの曲」では、ダンサブルなサウンドに乗せてトラックメイクを行い、数々の人気Tiktokクリエイターなどにより音源を使用しての投稿が行われ、TikTokでの再生回数が2.1億回再生を超えている。

## 活動

### ディスコグラフィー

#### 配信
| 配信日         | タイトル                                          | 備考                                                               |
| -------------- | ------------------------------------------------- | ------------------------------------------------------------------ |
| 2021年10月27日 | ALARM                                             |                                                                    |
| 2021年11月30日 | 108                                               |                                                                    |
| 2021年12月20日 | MARS                                              |                                                                    |
| 2022年3月16日  | Little Shy                                        | 『よだれもん家族』（テレビ東京）エンディングテーマ                 |
| 2022年6月1日   | UneUne                                            |                                                                    |
| 2022年6月10日  | 毒きのこの曲                                      | 0am feat. ゆづっこ                                                 |
| 2022年10月12日 | VIVID                                             |                                                                    |
| 2022年12月28日 | MAKE UP                                           |                                                                    |
| 2023年6月21日  | ニホンノミカタ -ネバダカラキマシタ- coverd by 0am |                                                                    |
| 2023年7月5日   | NICHIJOU                                          | BS松竹東急 スペシャルドラマ 『君しか見えないよ』主題歌             |
| 2023年8月25日  | XD                                                |                                                                    |
| 2023年10月27日 | aim                                               |                                                                    |
| 2024年5月7日   | I.L.M                                             | TBSラジオ Podcast「大久保佳代子とらぶぶらLOVE」 公式イメージソング |

楽曲提供
- Girls²「UNCOOL」文化放送『～キミはひとりじゃない～ 文化放送 受験生応援キャンペーン』キャンペーンソング[5]
- nooote 「SPOTLIGHT」作詞・作曲・編曲
- 関西テレビ「ピコダクミ太郎」（2023年1月13日、1月20日放送）オープニング音楽、映像
- nooote 「CITTA」作詞・作曲・編曲
- nooote 「ZIGAZIGA」作詞・作曲・編曲

## 出演
- TikTok Presents 大久保佳代子とトレンド遊び（TBSラジオ） - TikTokでバズる曲を作るプロジェクトで音楽を担当[1]。
- Podcast配信 0am『深夜0時 ここだけのお話。』(2022年10月8に日より毎週土曜日0:00更新)　[6]。

## イベント・ライブ
- 2024年10月12日　0am ONEMAN LIVE ” Ishi no ue nimo 3nen “
- 2024年9月1日　WOMB LIVE presents”hideaway ext”
- 2023年10月1日　0am 1st Oneman LIVE aim＠渋谷TOKIO TOKYO